# Gábor Demszky
Gábor Demszky (n. 4 august 1952, Budapesta) este un om politic liberal maghiar, din 1990 și pânâ în 2010 primar general al Budapestei.

## Activitatea politică
Înainte de căderea Cortinei de Fier a editat și distribuit samizdate din opera unor scriitori opozanți ai regimului comunist, între care György Konrád, și ale sindicatului liber Solidarność. Pentru această activitate a fost condamnat în 1983 la șase luni de închisoare, cu suspendarea executării pedepsei.
În data de 13 noiembrie 1988 a înființat formațiunea SZDSZ.
În iunie 2004 a fost ales ca membru al Parlamentului European în perioada 2004-2009 din partea Ungariei. Pe 29 octombrie 2004 a renunțat la mandatul de europarlamentar, ca urmare a stabilirii faptului că această responsabilitate este ireconciliabilă cu aceea de primar. Locul său în Parlamentul European a fost ocupat de Viktória Mohácsi.
1. ↑  „Gábor Demszky”, Internet Movie Database, accesat în 16 octombrie 2015
2. ↑  Deputații în Parlamentul European